# Industrija kotrljajućih ležaja Beograd
Industrija kotrljajućih ležaja Beograd (L'industrie des roulements) (ancien code BELEX : IKLB) est une ancienne entreprise serbe qui avait son siège social à Barajevo, près de Belgrade, la capitale de la Serbie. Elle travaillait dans le secteur de l'industrie manufacturière.

## Histoire
Industrija kotrljajućih ležaja Beograd a été admise au libre marché de la Bourse de Belgrade le 15 décembre 2004 et en a été exclue le 24 novembre 2010 et mise en faillite.

## Activités
Industrija kotrljajućih ležaja produisait des machines et des équipements divers.

## Données boursières
Le 24 novembre 2010, date de sa dernière cotation, l'action de Industrija kotrljajućih ležaja Beograd valait 38 RSD (0,33 EUR),. Elle a connu son cours le plus élevé, soit 199 RSD (1,77 EUR), le 20 février 2007 et son cours le plus bas, soit 16 RSD (0,14 EUR), le 21 janvier 2005.